# SY Aurora
El SY Aurora fue un yate a vapor construido por Alexander Stephen and Sons Ltd. en Dundee, Escocia, en 1876, para la Dundee Seal and Whale Fishing Company. Su uso primario era la caza de ballenas en los mares del norte, y por lo tanto fue construido de manera robusta para soportar el clima hostil y el hielo de dichas latitudes. Esa resistencia demostró ser útil para utilizarlo en la exploración de la Antártida, y entre 1911 a 1917 realizó cinco viajes al continente, tanto en misiones de exploración como de rescate.

## Ballenero
Entre 1876 y 1910, el Aurora realizó el viaje anual desde Dundee, Escocia a San Juan de Terranova para tomar parte en la caza de ballenas y focas en el Atlántico norte. Por esta época hubo un par de eventos notables. En 1884, el Aurora realizó un intento fallido de rescatar a la Expedición Greely para intentar cobrar el premio monetario ofrecido, y en 1891, el barco acudió al rescate de la tripulación del Polynia cuando el barco fue destrozado por el hielo.

## Expedición Douglas Mawson
En 1910, fue comprado por Douglas Mawson para su Expedición Antártica Australiana. El Aurora realizó el viaje desde Hobart, Australia hasta la isla Macquarie, la base de operaciones de Mawson, en diciembre de 1911. Luego de establecer la base, el barco navegó nuevamente hacia el sur, y llegó a la bahía de la Commonwealth en la Antártida, el 7 de enero de 1912. En el cabo Denison, la tripulación ayudó a descargar a Mawson y su grupo, y ayudaron a construir el campamento (Cabañas de Mawson), luego partieron de regreso a  Hobart para evitar quedar atrapados en el hielo marino que se formaba durante el invierno.
En diciembre de 1912, el Aurora regresó para descubrir que Douglas Mawson, Xavier Mertz, y Belgrave Edward Sutton Ninnis habían partido en una expedición en trineos pero no habían regresado tal como estaba previsto. El capitán intentó esperar el regreso de la expedición, pero un anclaje deficiente y vientos extremadamente fuertes hicieron que varias de las cadenas de las anclas se rompieran. A fines de enero el barco debió partir o arriesgarse a quedar atrapado en el hielo invernal. El Aurora dejó un grupo de seis personas, incluido un operador de radio, con gran cantidad de vituallas, y partió. Mawson, el único sobreviviente del grupo de tres, llegó a tiempo para ver al Aurora desaparecer en el horizonte.  Mediante un llamado por radio avisaron al Aurora que regresó, pero el mal clima obligó al barco a partir nuevamente dejando a Mawson y su grupo en la Antártida.
El Aurora regresó a la bahía Commonwealth el 12 de diciembre de 1913, para recoger a los siete hombres, y regresar a Australia.

## Expedición Transantártica
En 1914, Sir Ernest Shackleton le encargó al Aurora estableciera depósitos de suministros a lo largo de la ruta de su Expedición Imperial Transantártica. Luego de demorarse a causa de la presencia de hielo en el mar en el Estrecho de McMurdo en enero de 1915, el Aurora consiguió navegar más al sur, y envió grupos para establecer los depósitos. Finalmente pudo dirigirse hacia la bahía Discovery el 12 de marzo de 1915, donde echó anclas y descargó suministros. En mayo, el Aurora quedó atrapado en el hielo, y fue arrastrado hacia el mar, dejando a los hombres que estaban armando los depósitos. No fue sino hasta el 12 de febrero de 1916 que el barco logró escapar del hielo, echando anclas en Dunedin, Nueva Zelandia el 3 de abril.

## Rescate del Equipo del mar de Ross - 1917
Los gobiernos de Australia, Nueva Zelandia y Gran Bretaña acordaron en financiar el mantenimiento del Aurora pata rescatar al Equipo del mar de Ross. Un comité asesor fue creado en Melbourne, compuesto por el contraalmirante William Cresswell, el profesor Orme Masson, el capitán J.R. Barter, comandante John Stevenson y el Dr Griffith Taylor.
Los fondos de la expedición de Shackleton se habían acabado. Luego de su legendaria expedición con el Endurance en el mar de Weddell sector, Shackleton llegó a Nueva Zelandia durante diciembre de 1916. Los tres gobiernos involucrados reclamaron con firmeza que Schakleton no fuera el líder de la expedición de rescate y por su insistencia John King Davis fue designado capitán del Aurora. Luego de negociar Shackleton se embarcó en el Aurora, pero el capitán Davis tenía autoridad total durante el viaje. El 10 de enero de 1917, el barco arribo al hielo cerca de cabo Royds y navegó hasta cabo Evans. Al cabo de una semana, los siete sobrevivientes de los diez miembros originales del Grupo del Mar de Ross se dirigieron hacia Wellington, Nueva Zelandia a bordo del Aurora.

## Destino final
El Aurora fue visto por última vez en 1917, cuando zarpó de Newcastle, Nueva Gales del Sur, hacia Iquique, Chile con una carga de  carbón. Lloyd de Londres declaró al barco perdido el 2 de enero de 1918; se cree el barco fue una baja producto de la Primera Guerra Mundial.

## Honores
Varios accidentes geográficos de la Antártida han sido denominados Aurora. Entre ellos:
- Monte Aurora
- Aurora Heights
- Cuenca subglacial Aurora
- Pico Aurora
- Glaciar Aurora

## Capitanes
La siguiente es una lista parcial de capitanes del Aurora:
- J. Fairweather (c.1882-c.1886)
- Jackman (c.1895)
- John King Davis (1911–1914, 1916–17)
- Lieutenant Æneas Mackintosh R.N.R. (1914)
- J R Stenhouse (1914–1916)